# Roúvas
Roúvas, en grec moderne : Ρούβα, est une ancienne municipalité (appelée Dímos Roúva, en grec moderne : Δήμος Ρούβα, « dème de Roúvas ») du district régional d'Héraklion, en Crète, en Grèce. Depuis la réforme du gouvernement local de 2011, il fait partie du dème de Gortyne, dont il est devenu une unité municipale.
Il était situé à l'ouest du district d'Héraklion et basé dans le village de Gérgeri. Cette commune semi-montagneuse qui, selon le recensement de 2001, a un total de 2 314 habitants et une superficie de 62 725 hectares.